# Castelvetrano vasútállomás
Castelvetrano vasútállomás egy vasútállomás Olaszországban, Szicília régióban, Trapani megyében, Castelvetrano településen. Forgalma alapján az olasz vasútállomás-kategóriák közül az ezüst kategóriába tartozik.

## Vasútvonalak
Az állomást az alábbi vasútvonalak érintik:
- Alcamo Diramazione–Castelvetrano–Trapani railway
- Castelvetrano–San Carlo–Burgio-vasútvonal
- Castelvetrano–Porto Empedocle-vasútvonal